# Givenchy

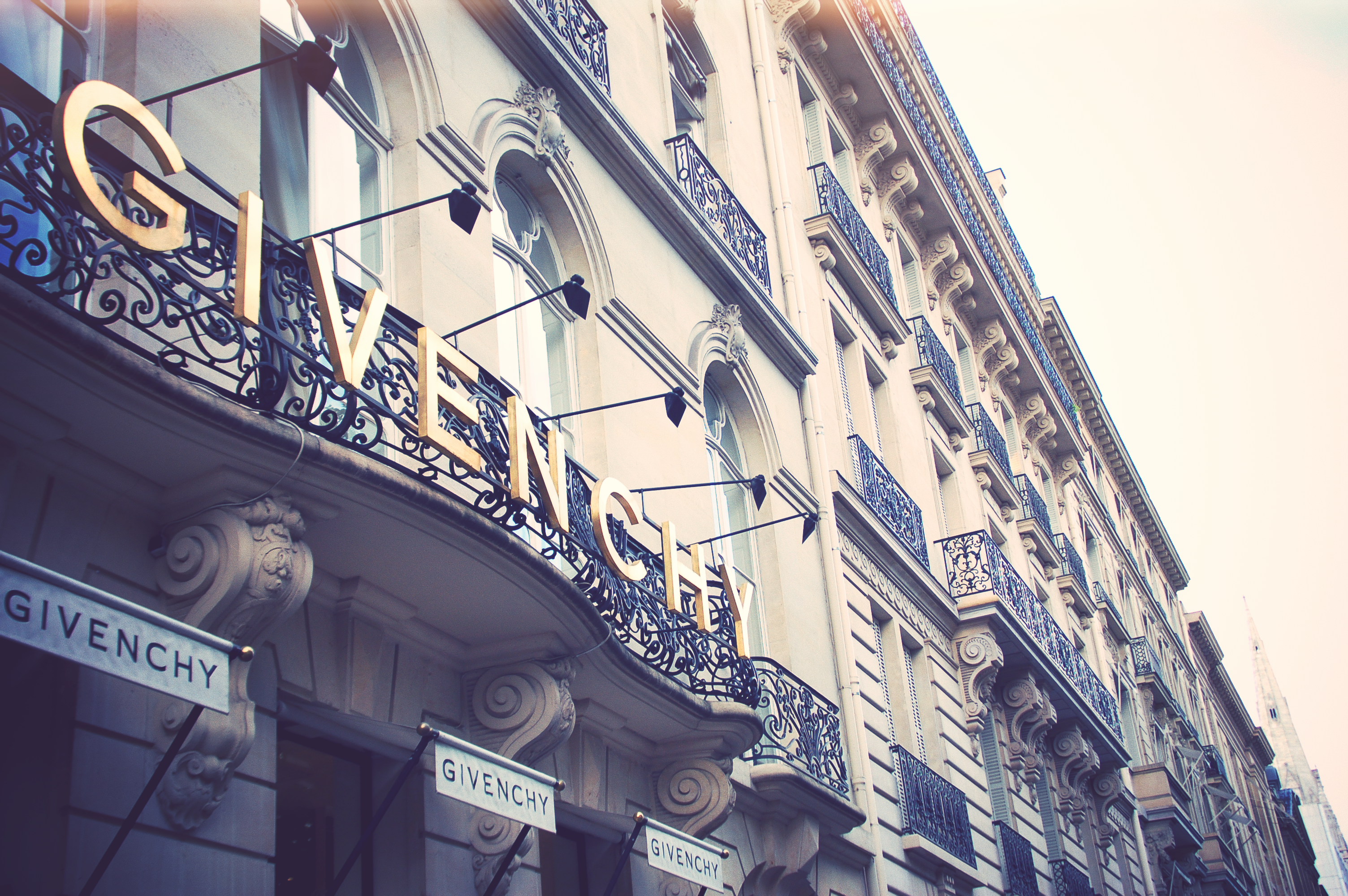
Fasaden på Paris Givenchys flaggskeppsbutik, 2010.

Givenchy är ett franskt modehus som gör kläder, accessoarer, parfymer och smink.  
Företaget grundades 1952 av designern Hubert de Givenchy. John Galliano tog över efter honom, och designern Alexander McQueen ersatte John Galliano. Givenchy var bland annat Audrey Hepburns favoritmärke. Företaget är medlemmar i Chambre Syndicale de la Haute Couture et du Pret-a-Porter. Sedan 2005 har de åter herrkläder som designas under ledning av Ozwald Boateng. Riccardo Tisci var modehusets creative director mellan åren 2005 och 2017. Idag ägs företaget av koncernen LVMH. 

Från 2 maj 2017 till 10 april 2020 var dess konstnärliga ledare Clare Waight Keller, den första kvinnan som innehade den posten.

## Historia

### Grundande och första år
1952 grundade Hubert de Givenchy sitt eget modehus och lanserade en ny kollektion Les Séparables, med några kjolar och pösiga blusar gjorda av bomull.
Tidningen New York Times publicerade en artikel med titeln A Star Is Born och l'Album du Figaro skrev också ett inslag där det stod att "På en natt blev Hubert de Givenchy en av de mest kända modeskaparna med sin första kollektion."
Modeller som Suzy Parker och Dorian Leigh blev musor i huset.
När det gäller innovation använde Givenchy "shirting", en rå bomull som liknar mönsterpapper, för att skapa sina chica och avslappnade kollektioner.

### 1950-talet: Balenciaga och Givenchy

Kort klänning och hatt från Givenchy som bars av Audrey Hepburn i filmen Frukost på Tiffany's från 1961

1956 presenterade både Cristóbal Balenciaga och Hubert de Givenchy sin samling i New York under en välgörenhetsgala till förmån för det amerikanska sjukhuset i Paris.

### Expansion
1969 lanserade Hubert de Givenchy sin modelinje för män, Gentleman Givenchy. Butiken öppnades i november på Avenue George V.
På råd från Cristóbal Balenciaga utvecklade Givenchy sina licenser på 1970-talet för att skydda Haute Couture-kollektionerna.
Under denna period diversifierade huset Givenchy sin verksamhet för att skapa skor, smycken, slipsar, serviser, klädsel och kimono. Hubert de Givenchy valdes att designa interiören på Hiltonhotell runt om i världen, och till och med en bil, H(Continental Mark V).

### Hubert de Givenchys avgång

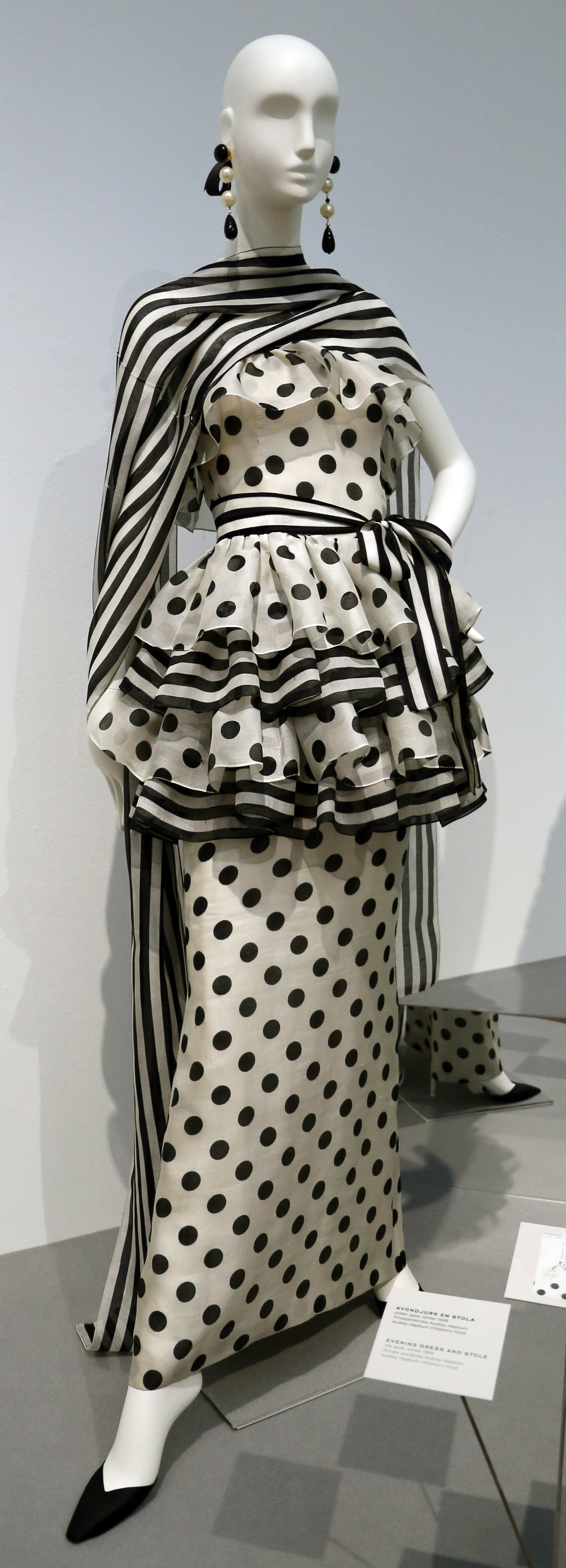
Aftonklänning från Givenchy år 1988

1988 gick Givenchy med i Moët Hennessy Louis Vuitton.
Hubert de Givenchy lämnade företaget 1995. Han efterträddes av ett antal unga brittiska modeskapare som John Galliano, Alexander McQueen och Julien MacDonald.

### 2005–2017, Riccardo Tisci
Tyglarna för båda kollektionerna överlämnades till Riccardo Tisci 2005, när han utsågs till konstnärlig ledare för damkläder. Tisci introducerade sin egen stil och influenser, ändrade koderna och lade till en touch av mörk och sensuell romantik.
Philippe Fortunato, tidigare operativ chef för LVMH Moet Hennessy Vuitton SA – Kina, är nuvarande Chief Operating Officer på Givenchy.
2016 lanserade Tisci ett sportklädessamarbete med Nike som heter NikeLab x RT: Training Redefined som riktar sig till olympiska idrottare till Olympiska sommarspelen 2016 liksom till vardagliga gymanvändare.
I februari 2017 meddelade Riccardo Tisci att han skulle lämna Givenchy, efter att ha arbetat i tolv år som varumärkets Creative Director. 

### 2017–2020, Clare Waight Keller
Huset Givenchy tillkännagav utnämningen av Clare Waight Keller som konstnärlig ledare, från och med den 2 maj 2017. Waight Keller tog på sig allt kreativt ansvar, inklusive dam- och herrkollektioner för kläder och accessoarer, samt Haute Couture. Meghan Markle bar en klänning från Claire Waight Keller vid sitt bröllop med Prins Harry den 19 maj 2018.
Efter att ha lyckats köra tre på varandra följande kombinerade utställningar med stöd av Keller, meddelade Givenchy att det skulle ta tillbaka sin kalender för herrklädeskollektionen för höst/vintersäsongen 2019.

### 2020 – i dag, Matthew Williams
I juni 2020 tillkännagav Givenchy att de hade anställt Matthew Williams, en stylist och designer som är mest känd för att ha varit med och grundat det inflytelserika streetwear-märket 1017 ALYX 9SM. Williams har tillfört Givenchy en ny estetik, och hans arbete ses ofta på kändisar som Kendall Jenner och Bella Hadid. Det kommersiella och kritiska svaret på hans arbete på Givenchy har varit blandat, där Carine Roitfeld sa att hon inte kan identifiera Givenchy-kvinnan; "det är inte ett starkt DNA."

### Filmstjärnor
1953 möttes Audrey Hepburn och Hubert de Givenchy av Gladys de Segonzacs mellanhand på ett sätt för att skapa hennes kostymer för Sabrina av Billy Wilder. Eftersom Gladys de Segonzac hade organiserat mötet med "Miss Hepburn", trodde modedesignern att han skulle ta emot Katharine Hepburn. Klädd i en rosa och vit gingham privater, en T-shirt och en gondolierhatt, fick den brittiska skådespelerskan några prototyper av den framtida kollektionen. Audrey Hepburn bestämde sig för att bära Givenchy-kläder på och utanför skärmen, som i Sabrina (1954), Ariane (1957), Kär i Paris (1957), Frukost på Tiffany's (1961), Charade (1963), Paris When It Sizzles (1963), Hur man stjäl en miljon (1965) och Dödsmärkt (1979).

### Kändisar
Givenchy lockade många andra kändisar, som Lauren Bacall, Babe Paley, Michael Norman, Greta Garbo, Elizabeth Taylor, Marlene Dietrich, Jacqueline Kennedy-Onassis, Beyoncé, Prinsessan Grace av Monaco, Michèle Bennett, och även Wallis Simpson. För hennes plagg skapade de speciella påsar, för att hindra att hertiginnans beställningar kunde ses av andra kunder. Den kollektion av kläder (klänning, kappa, parfym, etc.) som inreddes för Simpson skulle senare bli känd som "blå Wallis".
Givenchys kläder bärs av Hollywoodstjärnor, som Cate Blanchett, Emma Stone, Lady Gaga, Julianne Moore, Julia Roberts, Rooney Mara och andra. I maj 2019 bekräftade Givenchy att sångerskan Ariana Grande skulle bli det nya ansiktet utåt för deras höst- och vinterkampanj som avslöjades i juli. Den 10 februari 2021 blev K-pop-gruppen Aespa dess ambassadör, vilket gjorde gruppen till den första K-pop-artist som valts som sådan av det franska modehuset.